# Sidney Stranne
James Sidney Mathias Stranne, född 8 februari 1886 i Dragsmarks socken, död 3 augusti 1957 i Stockholm, var en svensk officer och idrottare som tävlade i fäktning och modern femkamp. Han tävlade för A1 IF som modern femkampare och i fäktning för Föreningen för fäktkonstens främjande.
Sidney Stranne deltog i sommarolympiaderna 1912 och 1928 i Stockholm respektive Amsterdam. 1912 deltog han i fäktning med sabel både individuellt och i lag utan att placera sig och han kom på sjätte plats i modern femkamp. I Amsterdam 1928 tävlade han i lag i värja utan att få någon placering.
Stranne deltog även i finska inbördeskriget 1918, först som officer i Svenska brigaden, därefter som chef för 20:e batteriet i finska armén.